# Dózsa II. városrész (Dunaújváros)
Dózsa II. városrész (Dunaújváros) a kezdeti tervek szerint sportterületnek szánták. Stadion kapott volna helyet és további sportpályák. Dunaújváros Dózsa II. városrészét löszfalra épült más városrészek határolják.
Központi jellege a környező épületek miatt adódik. Ebbe a városrészbe kevesebb forgalom megy, vendég leginkább a katolikus templomba igyekszik. Ez a vallási gyülekezőhely a Dózsa II. városrész vérkeringését javítja.